# Sycophila punctum
Sycophila punctum är en stekelart som beskrevs av Boucek 1981. Sycophila punctum ingår i släktet Sycophila och familjen kragglanssteklar.
Artens utbredningsområde är Zimbabwe. Inga underarter finns listade i Catalogue of Life.